# Sob um Céu de Blues
"Sob um Céu de Blues" é uma canção da banda brasileira de rock Os Cascavelletes, lançada originalmente em 1991 como lado B do single "Homossexual". A canção foi composta pelos membros Flávio Basso, Nei Van Soria e Luciano Albo e produzida pela própria banda. Sua gravação ocorreu no estúdio EGER, em Porto Alegre. Aclamada pela crítica, a obra é frequentemente citada pela imprensa como um dos grandes marcos do rock gaúcho. Mesmo com quase sete minutos de duração, a canção teve um bom desempenho comercial, tornando-se uma das canções mais executadas nas rádios gaúchas, como a Ipanema FM.
A inspiração para a letra, segundo o tecladista Humberto Pettinelli, surgiu enquanto a banda estava em seus últimos momentos, após uma conversa em um ônibus entre ele e o vocalista Flávio Basso. O estilo da canção difere da maior parte das outras composições do grupo, que geralmente possuem letras irreverentes e de cunho erótico. Em 2007, a música foi executada no único show de reunião da banda, na FIERGS, em Porto Alegre.

## Antecedentes e composição
Os Cascavelletes foram inicialmente formados no ano de 1986, pelo vocalista Flávio Basso e o guitarrista Nei Van Soria, egressos da banda TNT. Basso ainda convidou o baterista Alexandre Barea, que já era seu amigo, e o baixista Frank Jorge, que era membro da banda Prisão de Ventre. O quarteto conseguiu sucesso de crítica e público após o lançamento de uma fita demo pela gravadora Vórtex, em 1987, que continha sucessos como "Menstruada", "Banana Split", "Ugagogobabagô" e "Nega Bombom". A banda tinha uma sonoridade próxima ao rockabilly dos anos 50, porém com letras jocosas e de teor sexual.
O grupo seria eventualmente contratado pela EMI-Odeon, lançando o álbum Rock'a'ula em 1989, e o sucesso tornou-se nacional. No mesmo ano, Frank Jorge deixa o grupo para dedicar-se a sua nova banda, Graforréia Xilarmônica. A saída de Frank abala internamente o grupo, que nesse ínterim recebe dois novos integrantes: o baixista Luciano Albo e o tecladista Humberto Pettinelli. Novamente como artistas independentes, a banda apostou em uma nova temporada de shows, mas não obteve grande êxito devido a crise financeira que atingiu o país na era Collor.
Certo dia, Basso e Pettinelli voltavam do estado de Santa Catarina em um ônibus, quando iniciaram uma conversa. Na semana seguinte, em um ensaio, foram apresentados o riff e os primeiros versos da canção, que Basso compôs inspirando-se no diálogo da semana anterior. A letra retratava fortemente o momento de crise pelo qual a banda passava.

## Lançamento e repercussão
"Sob um Céu de Blues" foi gravada no estúdio EGER, em Porto Alegre, e lançada como lado B do single "Homossexual", em 1991. A canção obteve um grande sucesso de crítica e público ao longo do tempo, chegando a figurar por meses entre as faixas mais executadas na principal rádio porto-alegrense, mesmo com quase sete minutos de duração. Diversos veículos de imprensa citam a faixa como um dos maiores clássicos do rock produzido no Rio Grande do Sul. O portal GaúchaZH referiu-se à canção como a "Stairway to Heaven dos gaúchos".
A canção foi incluída na coletânea Ipanema FM - As 15 Mais, lançada em 1998, e como faixa bônus na edição digital do álbum Rock'a'ula. Em 2007, os Cascavelletes incluiram a canção no repertório do único show de reunião da banda, na festa de aniversário da rádio Pop Rock FM, na FIERGS. A apresentação teve um público de aproximadamente dez mil pessoas.

## Alinhamento de faixas
| N.º            | Título                | Compositor(es)                            | Duração |  |
| 1.             | "Homossexual"         | Flávio Basso                              | 4:03    |  |
| 2.             | "Sob um Céu de Blues" | Flávio Basso, Nei Van Soria, Luciano Albo | 6:48    |  |
| Duração total: | Duração total:        | Duração total:                            | 10:51   |  |

## Ficha técnica
Os seguintes créditos estão disponíveis no CD Ipanema FM - As 15 Mais, lançado em 1998, e na contracapa do single.
- Flávio Basso — vocal principal e composição
- Nei Van Soria — vocais de apoio, composição e guitarra elétrica
- Luciano Albo — composição e baixo elétrico
- Alexandre Barea — bateria
- Humberto Pettinelli — teclado
- Os Cascavelletes — produção e arranjo
- Bruno Klein — mixagem